# Leisure 17
| Leisure 17 Segelzeichen      | Leisure 17 Segelzeichen       |
| ---------------------------- | ----------------------------- |
|                              |                               |
| Technische Daten (Überblick) |                               |
| Schiffstyp:                  | Segelyacht                    |
| Länge (ü.a.):                | 5,18 m                        |
| Breite (ü.a.):               | 2,13 m                        |
| Tiefgang:                    | 0,65/1,00 m                   |
| Rumpfgeschwindigkeit:        | 5,3 kn                        |
| Leergewicht:                 | 670 kg                        |
| Masthöhe:                    | 6,1 m                         |
| Antriebsart:                 | Segel/Außenbordmotor          |
| Passagierkapazität:          | 2–4                           |
| Baujahre:                    | 1965–1990                     |
| Designer:                    | A.C. Howard                   |
| Bauwerft:                    | Cobramold Ltd, Großbritannien |

Leisure 17 ist eine Serie von Sportbooten der britischen Firma Cobramold Ltd (die später in Brinecraft Ltd umbenannt wurde). Die Yacht ist hauptsächlich für Fahrten in küstennahen Gewässern konstruiert. Die Kimmkielversion ist aufgrund ihres geringen Tiefgangs und der Fähigkeit zum Trockenfallen für Fahrten in Tidengewässern geeignet und daher im deutschen Wattenmeer sehr beliebt.

## Geschichte

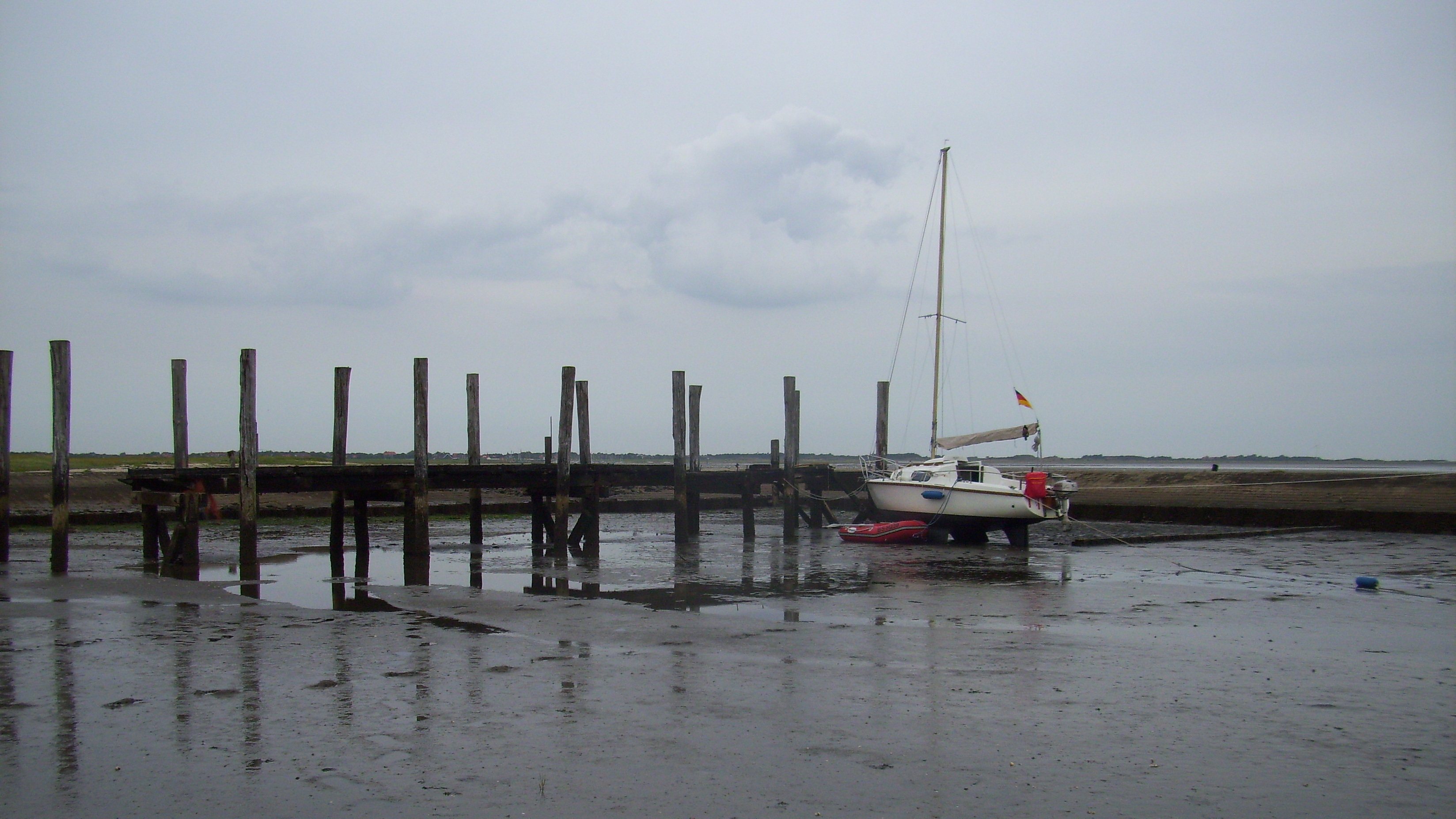
Trockengefallene Leisure 17 am Alten Anleger in Spiekeroog

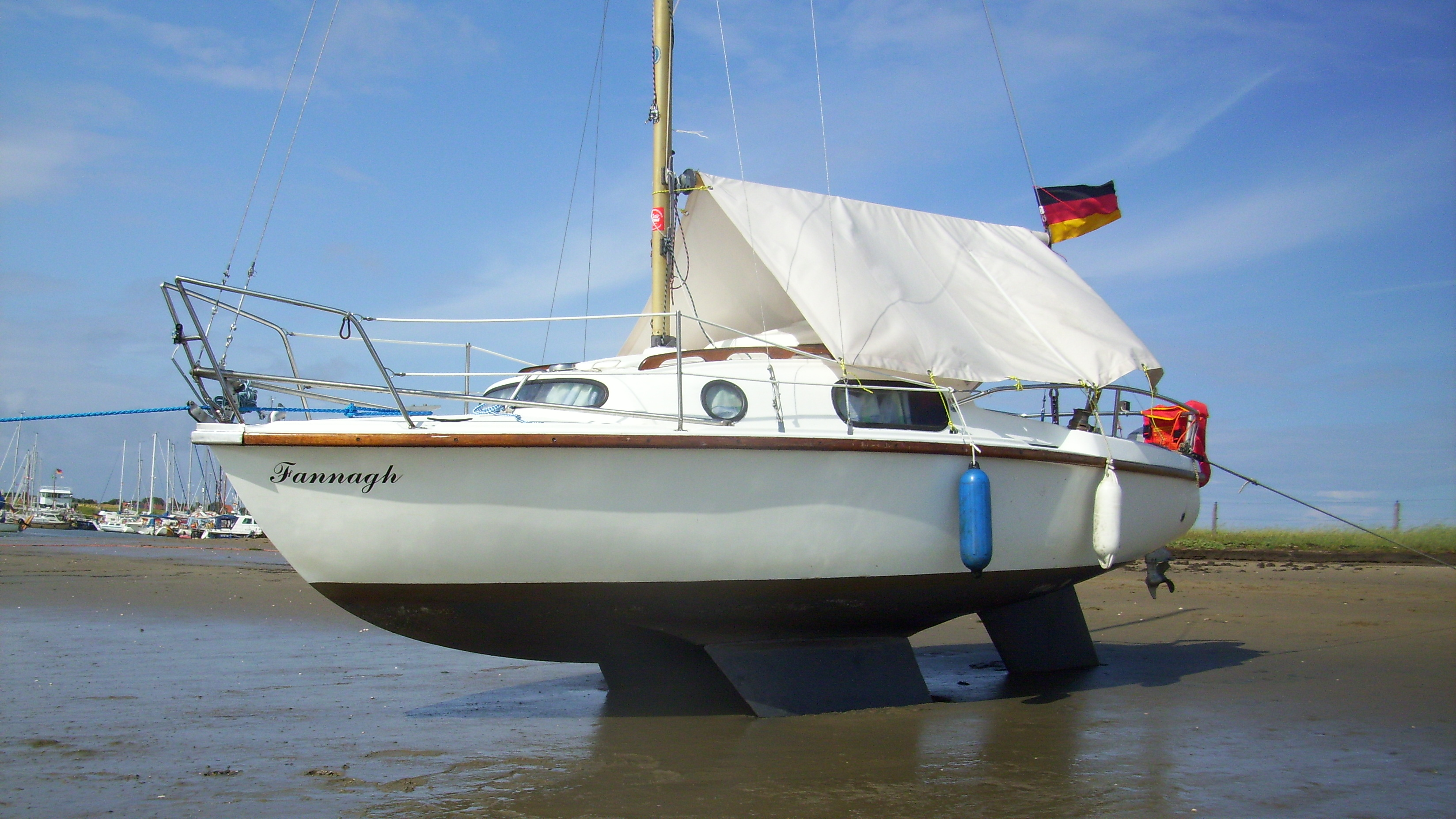
Leisure 17 KK

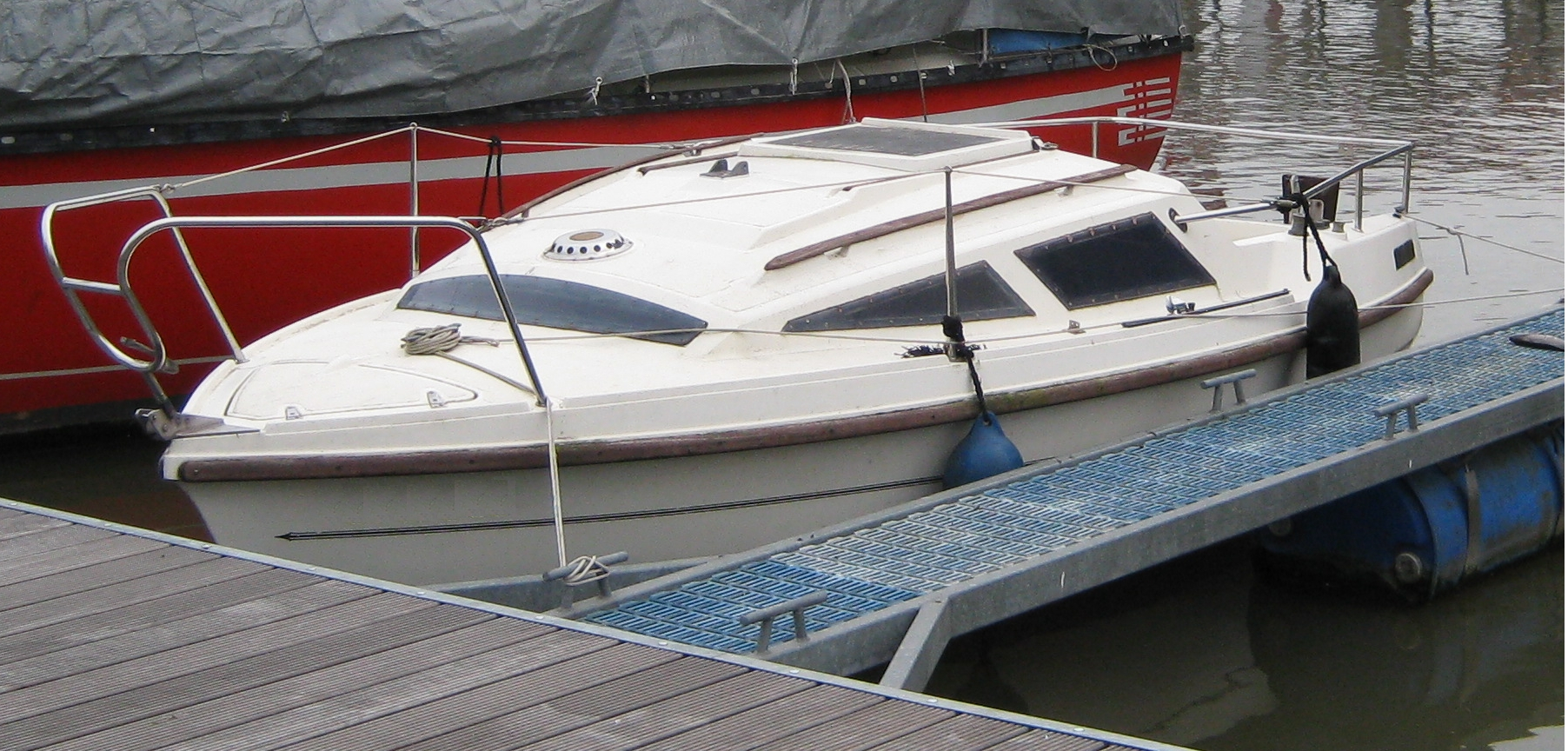
Leisure 17 SL

Das Boot hat einen im Handauflegeverfahren hergestellten glasfaserverstärkten Kunststoff-Rumpf mit einer Qualität von mindestens 1836 g pro m² (6 oz./ft²) sowie einen Kiel aus Gusseisen. Die meisten der 4500 von 1965 bis 1990 gebauten Einheiten wurden mit Kimmkiel (Leisure 17 KK) und 65 cm Tiefgang ausgerüstet, die Mittelkielversion (Leisure 17 MK) hat 100 cm Tiefgang. Ab 1980 wurde die Leisure 17 SL mit einem neuen Design vermarktet, der Aufbau wurde etwas höher und die Kajüte etwas geräumiger.

## Deck
Das Cockpit bietet bequem Platz für vier Personen. Zwischen Cockpit und Heck befindet sich eine geräumige Backskiste, wobei einige Schiffe auch mit einer zweiten Backskiste unter einer der Duchten ausgestattet waren. Die Leisure 17 hat in der Regel keine Seereling, jedoch zumeist einen Bug- und Heckkorb, die in unterschiedlichen Ausführungen existieren. Auf dem Vorschiff führt bei älteren Schiffen ein Rohr die Ankerkette in den darunter liegenden Kettenkasten, ein anderes Deckslayout weist in der Vorpiek einen geräumigen Ankerkasten auf, der durch eine große Klappe vom Vorschiff aus zugänglich und vom Innenraum vollständig abgetrennt ist.

## Besegelung und Rigg

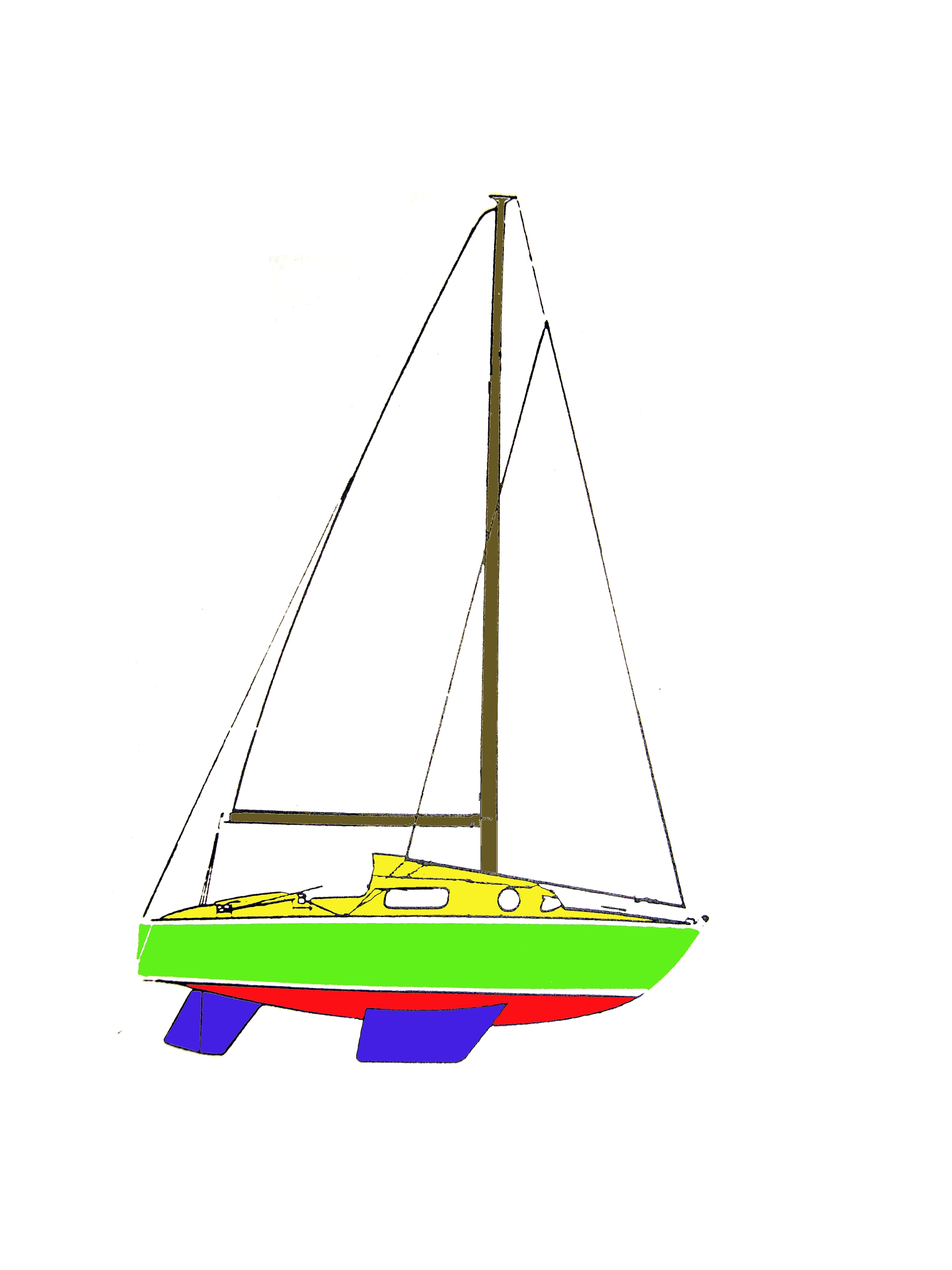
Rigg der Leisure 17

Die Leisure 17 ist als toppgetakelte Sloop getakelt und kann mit einem Großsegel sowie mit Sturmfock, Fock, Genua oder Spinnaker gesegelt werden. Das Großsegel kann um den drehbaren Baum mit einem Schneckenreff gerefft werden. Wird das Segel gerefft, kann der Baumniederholer nicht mehr eingesetzt werden. Inzwischen sind einige Boote von ihren Besitzern auch mit Rollgenua und (selten) auch Rollgroßsegel nachgerüstet worden, das Schneckenreff kann leicht durch ein Bindereff ersetzt werden.
Der Mast besteht aus einem unverjüngten Aluminiumprofil und besitzt ein Salingspaar mit Ober- und Unterwanten, das Achterstag ist über eine Hahnepot angeschlagen. Für die Leisure 17 wurde auch ein um etwa 30 cm höheres Binnenrigg geliefert. Zum Legen und Stellen des Mastes können die Oberwanten angeschlagen bleiben. Als Großschotführung kann zwischen Cockpit und Backskiste eine Travellerschiene vorhanden sein, zum Verstellen der Fockschot-Holepunkte sind auf den Seitendecks Schienen montiert. Zum Dichtholen der Vorsegel waren ursprünglich einfache Knarrpoller und Curryklemmen verbaut, die Fallen werden auf Klampen am Mast belegt.
| Segel             | Segelfläche in m² |
| ----------------- | ----------------- |
| Großsegel         | 7,7               |
| Genua (Segel)     | 9,3               |
| Fock              | 6,0               |
| Sturmfock         | 3,7               |
| großer Spinnaker  | 19,3              |
| kleiner Spinnaker | 13,9              |

## Motorisierung
Als Motor kommt bei den meisten Leisure 17 ein Außenborder zum Einsatz. Mit 3,68 kW Motorleistung kann die Rumpfgeschwindigkeit bereits erreicht werden.

## Kajüte
Die Kajüte der Leisure 17 besteht nur aus einem einzigen Raum, der von der Vorpiek bis zum Niedergang mit einer Innenschale verkleidet ist, je nach Herstellungsort und -datum kann die Ausbauqualität variieren. Die Sitzbänke des Salons lassen sich als Kojen nutzen. Zusätzlich befinden sich unter den Sitzbänken des Cockpits zwei Hundekojen. Das Boot wurde als Familienboot für vier Personen gebaut und verkauft, in der Praxis bietet die Leisure 17 jedoch nur Schlaf- und Lebensraum für maximal zwei Personen.
An der Maststütze kann ein schwenkbarer Tisch montiert werden. Unter dem Niedergang kann ein ausziehbarer Kocher eingebaut sein, für diesen gibt es in der Backskiste eine eingeformte Mulde zur Aufnahme einer Gasflasche. Diese Lagerung gilt allerdings inzwischen nicht mehr als sicher, da eventuell austretendes Gas nicht aus dem Boot heraus abfließen kann. Unter den Sitzbänken des Salons befinden sich Stauräume, hinter den Rückenpolstern sind als Staufächer sog. „Schwalbennester“ vorhanden.
Im Vorschiff kann unter einer Abdeckung eine Chemie- oder Trockentoilette eingebaut sein, die keinen Abfluss nach außen aufweist; die Nutzung dieser Örtlichkeit stellt sich allerdings für größere Personen aufgrund der geringen Deckenhöhe und der sich unmittelbar davor befindlichen Maststütze als Herausforderung dar.
Das ursprüngliche Deckslayout verfügt über Plexiglasfenster („Perspex“), die mit Gummirahmen und Kederleisten eingesetzt sind. Die SL-Version hat verklebte Fenster bekommen. Einige Boote sind mit einer hölzernen Gräting als Bodenbelag ausgerüstet, allerdings schließt die Innenschale auch den Bodenbereich mit ein. Eine Bilge im klassischen Sinne existiert nicht.

## Interessantes
Die Leisure 17 ist trotz ihrer geringen Größe erstaunlich seegängig. Bewiesen hat dies John Adam, der 1967 mit einer Leisure 17 auf seiner Reise von England nach Kuba den Atlantik innerhalb von 32 Tagen überquerte.

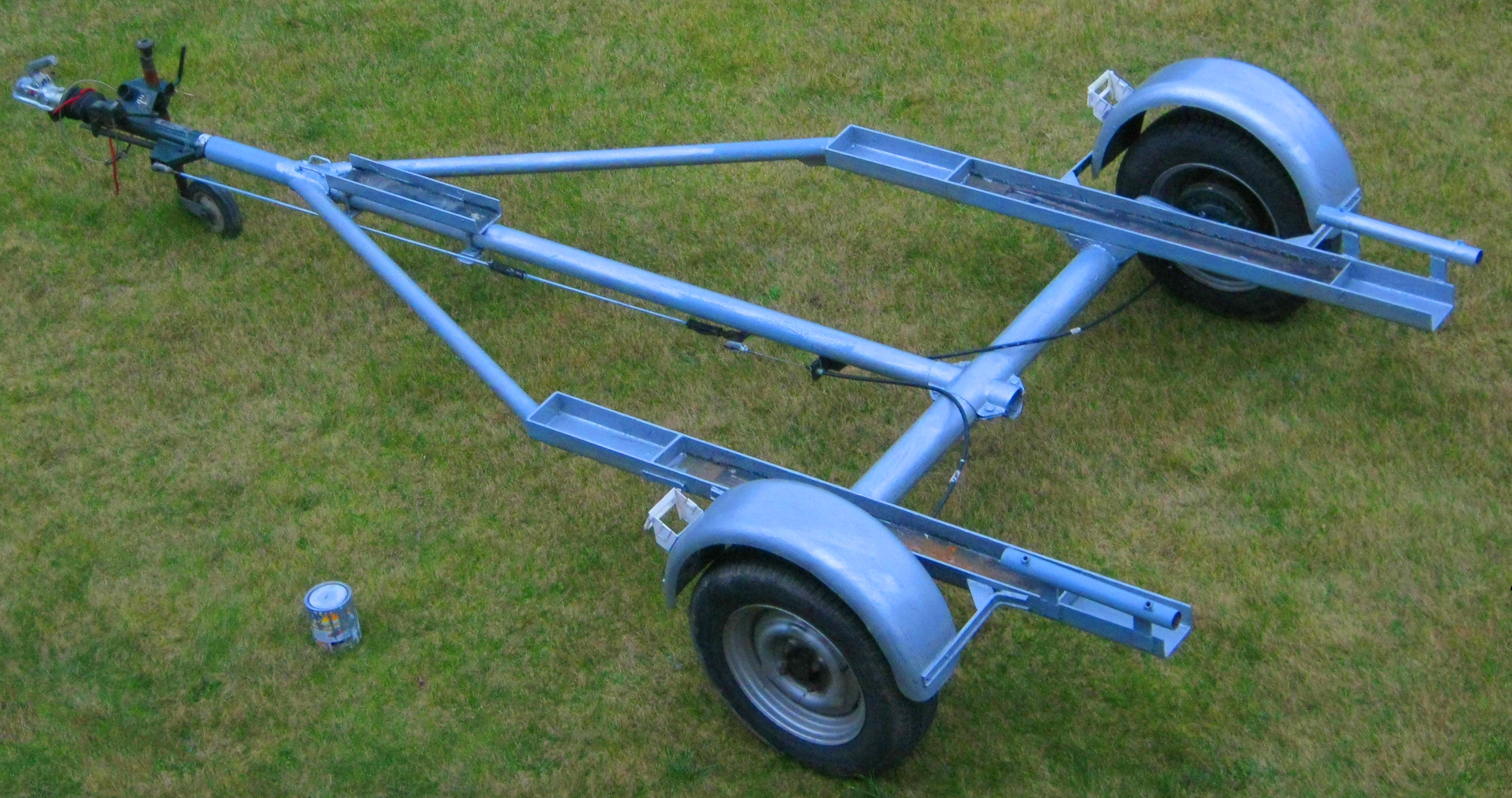
Originaltrailer einer Leisure 17

Eine Besonderheit der Leisure 17 in der Kimmkielversion ist der überwiegend verwendete, auffällig kleine Trailer, auf dem das Boot rückwärts, Heck an Heck mit dem Zugfahrzeug auf den beiden Kielen und der Kielhacke steht.